# Biesheim
Biesheim (Biese in alsaziano) è un comune francese di 2 510 abitanti situato nel dipartimento dell'Alto Reno nella regione del Grand Est. Posta sulla riva destra del fiume Reno, confina con la cittadina tedesca di Breisach am Rhein.

## Società

### Evoluzione demografica
Abitanti censiti